# Lago d'Antermoia
Il lago d'Antermoia (Lech de Antermoa in ladin) è un lago d'origine glaciale appartenente al territorio amministrativo del comune di Mazzin, nel massiccio del Catinaccio, appartenente al gruppo delle Dolomiti. Il lago si trova in prossimità del rifugio Antermoia, posto tappa della Via Alpina, itinerario giallo.

## Morfologia
Durante l'epoca delle glaciazioni il vallone d'Antermoia, ai piedi dell'omonimo massiccio, al tempo in via di formazione, era modellato da un ghiacciaio la cui lingua terminava in prossimità del lago. Il bacino è quindi di origine glaciale, ma a differenza molti laghi di siffatta origine che si prosciugano durante la stagione estiva, questo aggiunge alla più consistente alimentazione data dal disgelo le piccole sorgenti del Ruf de Antermoia, che scorre fino al lago in gran parte sottoterra e ne esce come emissario per andare a unirsi, nel chilometro successivo, al Ruf de Udai.

## Accessi
- Da Pera di Fassa, attraverso la Val di Vajolet e il passo di Antermoia; sentieri 546 e 584;
- Da Pera di Fassa, attraverso la val Udai; sentieri 579 e 580;
- Da Mazzin di Fassa, attraverso la Val Udai; sentiero 580;
- Da Fontanazzo di Sotto (Mazzin), attraverso la Val di Dona; sentieri 577-580;
- Da Campitello di Fassa, attraverso la Val Duron, il Passo delle Ciaresole e il passo di Dona; sentieri 578-580;
- Dall'Alpe di Siusi, passando dal passo Tires, poi dal passo Duron, al passo delle Ciaresole e al passo di Dona (2 516 m).